# Абазин, Андрей
Андрей Абази́н или Андрей Абазинец (укр. Андрій Абазин; 1634—1703, Шаргород) — брацлавский полковник Войска Запорожского в 1684—1703 гг. Сын великого визиря Османской империи Мехмеда Абазы и внук великого коронного гетмана Станислава Конецпольского.

## Биография
Участник совместного похода польского и казацкого войска против турецких войск в Молдавии в 1686—1687 годах. В 1691—1696 годах участвовал в походах на турецкие крепости Кызы-Кермен, Буджак, Очаков. Организатор обороны от нападений турецко-татарского войска. 27 октября 1693 г. казацкие войска под предводительством правобережных полковников Семёна Палия, Андрея Абазина, полковника переяславского Ивана Мировича и конноохотного Пашковского разбили на реке Кодыме ногайских татар, шедших на Киев.
Ближайший соратник гетмана Самуся, Абазин с ним и Палием разбил поляков под Бердичевым. После ссылки Палия в Сибирь Абазин не подчинился Мазепе, и ещё раз, под Брацлавом в 1695 году, разбил татарских мурз. Он назывался брацлавским полковником и после 1700 года.
В 1702—1703 годах возглавил восстание казаков Брацлавщины и жителей Подолья против Речи Посполитой. В конце октября 1702 года Абазин вместе с отрядами богуславского полковника Самойла Самуся участвовал в осаде Белой Церкви, взятии Немирова, Бара и других городов Подолья.
20 февраля 1703 года в бою под Ладыжином был тяжело ранен и попал в плен. По приказу польного гетмана Адама Сенявского был предан пыткам и посажен на кол в Шаргороде.

## Семья
- Отец — Мехмед Абаза (1576—1634) — абазинский князь Абаза Мехмед-паша — бейлербей Эрзурумского эялета в правление султана Османа II (1618—1622).
- Мать — Екатерина Конецпольская, которая была дочерью Станислава Конецпольского.
- Жена — Сафта Доциул.
- Дети — Семён, Анна, Илья, Иона.